# Обични звиждак
Обични звиждак (лат. Phylloscopus collybita) је врста птице из реда птица певачица. Име рода Phylloscopus је комбинација две старогрчке речи, phullon која означава лист и skopos што значи трагач. Реч collybita потиче из грчког језика и значи размена или куцкање новчића, што се односи на оглашавање ове птице.

## Опис
Обични звиждак је од врха кљуна од врха репа дугачак од 10 до 12 центиметара. Тежина мужјака износи од 7 до 8 грама, а женки од 6 до 7 грама. Јувенилне јединке су смеђе боје, са жуто-белим доњим делом тела (трбухом). Како сазревају тако се боја тела мења, подручје смеђе боје се смањује. Прво митарење је након 10 недеља, тада јувенилна јединка бива обојена налик адултима, са светлијим и зеленијим горњим деловима тела (леђима) и са светлом пругом изнад ока (обрвом).

## Распрострањеност и станиште
Обични звиждак је распрострањен у готово целој Европи, великом делу северне Азије, Блиског истока и Мале Азије. Насељава низијске листопадне шуме, шуме са ниским дрвећем, а такође и паркове, живе ограде, заштитне појасеве, обрасла гробља, велике баште и трску. Обични звиждак има велики опсег станишта, од медитеранских макија, преко свих типова листопадних шума, до тајги и високопланинских четинарских шума.

## Биологија
Обични звиждак се храни углавном инсектима, њиховим јајима и ларвама, али такође и другим артроподама, малим пужевима, семењем и бобицама. Гнезди се од априла до авргуста. Гнезда прави од суве траве, лишћа, маховине и перја. Гнездо је постављено близу земље, добро скривено у густој вегетацији. Женка у гнездо полаже од 5 до 6 јаја. У југозападном делу ареала је станарица, док је на осталим деловма ареала селица. Процењено је да се у Европи налази од 41 000 000 до 60 000 000 парова са растућим популационим трендом.

## Угроженост
Претпоставља се да флуктуације у бројности изазивају суше у негнездећим деловима станишта, у Западном Афричком Сахелу. Осим тога, неки од утврђених угрожавајућих фактора су и фрагментација станишта, интерспецијска компетиција са брезовим звижком и краљићем, као и климатске промене.

## Обични звиждак у Србији
Обични звиждак је у Србији редовна гнездарица са стабилном популацијом процењеном на од 400 000 до 650 000 парова.